# Sound it!
Sound it!（さうんど いっと）は、株式会社インターネットが開発および販売をしている波形の編集を行えるソフトウェアである。

## 概要
同社が発売をしているSinger Song Writerとは兄弟のような関係であり、実際Singer Song WriterとSound it!の基本的な操作概念やエフェクター画面などは共通化されている。
Singer Song WriterがローランドのDTM音源のパッケージ製品ミュージ郎にバンドルされたのと同様に、Sound it!もローランドのオーディオ・インタフェースにバンドルされたことで知名度を拡大させた。しかし、こちらもSinger Song Writer同様にバンドルソフトがSONAR LEに差し替えられている。
また、エンコードエンジンはMP3がLAMEで、AACがFAACである。
Version 5.0以降、Version 7までは、DRMなしの音楽ファイルであれば他の形式からATRAC（ATRAC3、ATRAC3plus、およびATRAC Advanced Lossless）に変換して保存することができる。SonicStageがバージョン5.xからファイル変換機能を削除したため、他にATRACへの変換機能があるのはBeatJamのみとなっていたが、その後、SonicStageの後継ソフトであるX-アプリ（Ver.1.1以降）で変換機能が復活している。

## ラインナップ

### Windows版
- Sound it! 3.0（2001.5.25発売）
  - 動画編集ソフトウェアユーザー、HP作成ソフトユーザーが対象の2,000円安い優待版が2002年3月29日に発売
- Sound it! 4.0（2004.7.9発売）
- Sound it! 4.5（2005.11.11発売）
- Sound it! 5.0（2006.7.28発売）
  - ユーザインタフェースを一新
  - 「センター・キャンセラー」「ハイパス・フィルター」「ローパス・フィルター」の追加
  - バッチ処理（複数の操作・処理を指定したフォルダ内のファイルに対して一括処理）が可能に
  - 音楽CD情報データベース対応のCDリッピング機能搭載
  - Apple/iPod・SONY/WALKMANに対応
- Sound it! 5.0 Noise Reduction Pack（2008.12.12発売）
  - 5.0をベースに、Sonnox社製高品位ノイズリダクションエフェクトを搭載してアナログサウンドのノイズ除去機能を強化
  - オーディオケーブル付属
- Sound it! 6.0 Premium (2010.11.19発売)
- Sound it! 6.0 Basic (2010.11.19発売)
  - VSTプラグインエフェクト対応、ピッチシフト、タイムストレッチ対応、Sonnox社製多数のエフェクトに対応
- Sound it! 7 Premium (2013.6.28発売)
- Sound it! 7 Basic (2013.6.28発売)
- Sound it! 8 Premium (2015.3.19発売)

### Macintosh版
- Sound it! 4.0（2005.2.16発売）
- Sound it! 4.5（2005.11.4発売）
  - アップデートでUniversal Binaryに対応
- Sound it! 5.0（2007.1.26発売）
- Sound it! 7 (2013.10.11発売)